# Municipio de Silacayoápam
El municipio de Silacayoápam es uno de los 570 municipios en que se divide el estado de Oaxaca en México. Se encuentra en la región Mixteca al noroeste del estado y su cabecera es la población de Silacayoápam, que es también sede del distrito del mismo nombre.

## Geografía
El municipio se encuentra localizado en el noroeste del estado de Oaxaca, formando parte de la Región Mixteca y del distrito de Silacayoapam. Es un municipio territorialmente extenso,alcanzando los 433.001 kilómetros cuadrados y siendo territorialmente discontinuo, formado por un territorio principal y un pequeño exclave localizado al oeste de la zona principal.
Sus coordenadas geográficas extremas son 17°22′ - 17°48′ de latitud norte y 98°1′ - 98°21′ de longitud oeste; la altitud del territorio fluctúa entre los 1100 y los 2600 metros sobre el nivel del mar.
El municipio, en su sector principal y más extenso, limita al noroeste con el municipio de Santiago Tamazola, al norte con el municipio de Guadalupe de Ramírez, al noroeste con el municipio de Mariscala de Juárez, el municipio de San Jorge Nuchita, el municipio de San Lorenzo Victoria y el municipio de Santo Domingo Tonalá; al este los límites corresponden al municipio de San Agustín Atenango y el municipio de Ixpantepec Nieves y al suroeste con el municipio de Santiago del Río. Al sur el territorio del municipio confina con el municipio de San Sebastián Tecomaxtlahuaca y con el municipio de San Martín Peras y finalmente al oeste limita con el municipio de San Francisco Tlapancingo, el municipio de Calihualá, el municipio de Santa Cruz de Bravo y el municipio de Santiago Yucuyachi. El exclave territorial del municipio localizado al oeste se encuentra completamente circundado por el territorio del municipio de San Juan Bautista Tlachichilco. y al noroeste con el Municipio de Calihualá

## Demografía
La población total del municipio de Silacayoápam de acuerdo con el Censo de Población y Vivienda realizado en 2010 por el Instituto Nacional de Estadística y Geografía, es de 6 747 habitantes, de los que 3 159 son hombres y 3 588 son mujeres.
La densidad de población asciende a un total de 15.58 personas por kilómetro cuadrado.

### Localidades
El municipio incluye en su territorio un total de 28 localidades. Las principales y su población de acuerdo al censo de 2010 son:
| Localidad               | Población (2010) |
| ----------------------- | ---------------- |
| Silacayoápam            | 2 090            |
| San Sebastián Zoquiápam | 494              |
| Barrio San Miguelito    | 492              |
| San Juan Huaxtepec      | 436              |
| San Juan Trujano        | 344              |
| San Andrés Montaña      | 282              |
| Santiago Asunción       | 256              |
| El Carmen               | 244              |
| San Martín del Estado   | 234              |
| San Jerónimo Progreso   | 233              |
| Total municipio         | 6 747            |

## Política
El gobierno del municipio de Silacayoápam es electo mediante el principio de partidos políticos, con en la gran mayoría de los municipios de México. El gobierno le corresponde al ayuntamiento, conformado por el presidente municipal, un síndico y el cabildo integrado por cinco regidores, tres electos por mayoría relativa y dos por el principio de representación proporcional, todos con sus respectivos suplentes. Son electos mediante voto universal, directo y secreto para un periodo de tres años que pueden ser renovables para un periodo adicional inmediato.

### Representación legislativa
Para la elección de diputados locales al Congreso de Oaxaca y de diputados federales a la Cámara de Diputados federal, el municipio de Silacayoápam se encuentra integrado en los siguientes distritos electorales:
Local:
- Distrito electoral local de 6 de Oaxaca con cabecera en Heroica Ciudad de Huajuapan de León.[4]

Federal:
- Distrito electoral federal 6 de Oaxaca con cabecera en Heroica Ciudad de Tlaxiaco.[5]

### Presidentes municipales
- (2002 - 2004): Juan Antonio Vera Carrizal PRI
- (2005 - 2007): José Marcelino López Cruz PRI
- (2008 - 2010): Ramiro Fernando Márquez López PRD
- (2011 - 2013): Adrián Vargas Barrios PRD
- (2014 - 2016): Florencio Salatiel Mendoza Olea PRD
- (2017 - 2018): Andrés Manuel Martínez Arzola PRD
- (2019 - 2020): Carmen Silva López PRI